# 拉歐拉·潘特拉
拉歐拉·潘特拉（英語：Raora Panthera），是hololive所属的一位英語虚拟主播，於2024年6月23日出道。

## 人物概述
拉歐拉·潘特拉是Hololive EN正義組（Justice）的成員，角色設定是一位擁有神之眼的藝術家，可以透過各種社交能力來獲取資訊進行調查。她會按照收集到的資訊來進行臉部的肖像畫繪製並以高準確度聞名，如今，她的目光轉向尋找新的披薩店，並享受遠東地區的流行文化。
拉歐拉·潘特拉的角色設計者為。直播內容以遊戲、雜談、歌唱為主。

## 活動歷史
拉歐拉·潘特拉於2024年6月23日，進行初配信，並在同日youtube頻道達成10萬訂閱。同年7月8日開啟收益化。
2025年1月1日，正月的新衣裝發佈同月6日，YOUTUBE訂閱達到45萬。，同年8月10日，公布3D模型並進行直播。

## 獲獎與提名
| 年份 | 獎項 | 分類           | 結果 |
| ---- | ---- | -------------- | ---- |
| 2024 | VTA  | 最佳美術VTuber | 獲獎 |

## 音樂作品

### hololive English -Justice-
|      | 發布日期      | 樂曲名稱                     | 數位媒體規格產品編號 | 備註   |
| ---- | ------------- | ---------------------------- | -------------------- | ------ |
| 單曲 |               |                              |                      |        |
| 1    | 2024年6月24日 | ABOVE BELOW                  | CVRD-438             | [ 17 ] |
| 2    | 2025年1月3日  | ABOVE BELOW -Far East Remix- | CVRD-521             | [ 18 ] |
| 3    | 2025年6月22日 | RENEGADE                     | CVRD-590             | [ 19 ] |

## 外部連結
- 拉歐拉·潘特拉在hololive的官方主頁 （英文）
- YouTube上的Raora Panthera Ch. hololive-EN頻道（英文）
- 拉歐拉·潘特拉的X（前Twitter）